# عبد الله غانم
عبد الله غانم (مواليد 21 مايو 1995، لاعب كرة قدم إماراتي يجيد اللعب في الدفاع مع نادي الشارقة في دوري الخليج العربي الإماراتي.

## دمج نادي الشارقة
كان يلعب مع نادي الشارقة و في عام 2017 صدر قرار بدمج نادي الشارقة مع نادي الشعب تحت مسمى نادي الشارقة تم ضمه إلى نادي الشارقة الجديد.

## الغناء
عبد الله الغانم له مقاطع غنائية.

## روابط خارجية
- عبد الله غانم على موقع Soccerway.com (الإنجليزية)